# Castello di Auvernier
Il Castello di Auvernier (Château d'Auvernier in francese) è un antico castello situato nel comune di Auvernier nel Canton Neuchâtel in Svizzera.

## Storia
Il castello venne eretto nel 1559 per Blaise Junod, governatore della signoria di Valangin. I suoi nipoti vendettero la proprietà a Jean-Jacques Tribolet, il quale servì nell'armata di Enrico di Navarra. Nel 1603 Tribolet rivendette il castello e la sua tenuta, comprendente 7 ettari di vigneti, a Pierre Chambrier, consigliere di Stato, luogotenente del governatore ed esattore generale delle finanze di Neuchâtel.
I Chambrier possedettero il castello sfruttandone la tenuta viticola sino al 1823. La proprietà passò quindi per matrimonio ai Sandoz-Rollin, quindi ai Pourtalès.
Il castello è iscritto nell'inventario dei beni culturali svizzeri d'importanza nazionale.